# Wioślarstwo na Igrzyskach Panamerykańskich 2015
Wioślarstwo na Igrzyskach Panamerykańskich 2015 odbywało się w dniach 11–15 lipca 2015 roku w Royal Canadian Henley Rowing Course w St. Catharines. Rywalizacja odbyła się łącznie w czternastu konkurencjach.

## Podsumowanie

### Klasyfikacja medalowa
| Klasyfikacja medalowa | Klasyfikacja medalowa | Klasyfikacja medalowa | Klasyfikacja medalowa | Klasyfikacja medalowa | Klasyfikacja medalowa |
| Miejsce               | państwo               | Złoto                 | Srebro                | Brąz                  | Razem                 |
| --------------------- | --------------------- | --------------------- | --------------------- | --------------------- | --------------------- |
| 1                     | Kanada                | 8                     | 1                     | 2                     | 11                    |
| 2                     | Stany Zjednoczone     | 2                     | 5                     | 2                     | 9                     |
| 3                     | Kuba                  | 2                     | 3                     | 2                     | 7                     |
| 4                     | Argentyna             | 1                     | 2                     | 5                     | 8                     |
| 5                     | Chile                 | 1                     | 1                     | 2                     | 4                     |
| 6                     | Meksyk                | 1                     | 0                     | 1                     | 2                     |
| 7                     | Brazylia              | 0                     | 1                     | 0                     | 1                     |
| Razem                 | Razem                 | 15                    | 13                    | 14                    | 42                    |

### Medaliści
| Konkurencja                       | 1. miejsce | 2. miejsce | 3. miejsce |           |
| Mężczyźni                         | Mężczyźni | Mężczyźni | Mężczyźni | Mężczyźni |
| --------------------------------- | --- | --- | --- | --------- |
| Jedynka                           | Ángel Fournier | Rob Gibson | Brian Rosso |           |
| Dwójka podwójna                   | Kuba · Eduardo Rubio · Ángel Fournier | Argentyna · Rodrigo Murillo · Cristian Rosso | Kanada · Pascal Lussier · Matthew Buie |           |
| Dwójka podwójna wagi lekkiej      | Meksyk · Alan Armenta · Alexis Lopez | Stany Zjednoczone · Colin Ethridge · Austin Meyer | Kuba · Raul Hernandez · Liosbel Hernandez |           |
| Czwórka podwójna                  | Kanada · Julien Bahain · Matthew Buie · Will Dean · Robert Gibson                                                                                | Kuba · Adrián Oquendo · Orlando Sotolongo · Eduardo Rubio · Ángel Fournier                                                                             | Argentyna · Brian Rosso · Osvaldo Suárez · Rodrigo Murillo · Cristian Rosso                                                                                        |           |
| Dwójka bez sternika               | Argentyna · Axel Haack · Diego López · Chile · Felipe Leal · Oscar Vasquez                                                                       | Nie przyznano | Meksyk · Diego Sánchez · Leopoldo Tejera |           |
| Czwórka bez sternika              | Kanada · Will Crothers · Tim Schrijver · Kai Langerfeld · Conlin McCabe                                                                          | Kuba · Manuel Suárez Barrios · Janier Concepcion Hernández · Adrian Oquendo · Solaris Freire                                                           | Argentyna · Joaquin Iwan · Francisco Esteras · Ivan Carino · Agustin Diaz                                                                                          |           |
| Czwórka bez sternika wagi lekkiej | Kanada · Maxwell Lattimer · Brendan Hodge · Nicolas Pratt · Eric Woelfl                                                                          | Stany Zjednoczone · Robin Prendes · Peter Gibson · Andrew Weiland · Matthew O'Donoghue                                                                 | Chile · Andres Oyarzun · Luis Salas Saumann · Felipe Cardenas · Bernardo Guerrero                                                                                  |           |
| Ósemka                            | Kanada · Mike Evans · Will Dean · Julien Bahain · Martin Barakso · Tim Schrijver · Conlin McCabe · Kai Langerfeld · Will Crothers · Jacob Koudys | Argentyna · Joaquin Iwan · Axel Haack · Osvaldo Suárez · Francisco Esteras · Ivan Carino · Rodrigo Murillo · Diego López · Agustin Diaz · Joel Infante | Stany Zjednoczone · Matthew Mahon · Brenden Harrington · Taylor Brown · Erick Winstead · David Eick · Kyle Peabody · Nareg Guregian · Keane Johnson · Sam Ojserkis |           |
| Kobiety                           | | | |           |
| Jedynka                           | Carling Zeeman | Katherine McFetridge | Soraya Jadue |           |
| Dwójka podwójna                   | Kanada · Kerry Shaffer · Antje von Seydlitz | Stany Zjednoczone · Nicole Ritchie · Lindsay Meyer | Kuba · Aimee Hernandez · Yariulvis Cobas |           |
| Czwórka podwójna                  | Kanada · Kate Goodfellow · Kerry Shaffer · Carling Zeeman · Antje von Seydlitz                                                                   | Stany Zjednoczone · Sarah Gianicola · Lindsay Meyer · Nicole Ritchie · Victoria Burke                                                                  | Argentyna · Karina Wilversl · Maria Laura Abalo · Milka Kraljev · Maria Rohner                                                                                     |           |
| Dwójka bez sterniczki             | Stany Zjednoczone · Emily Huelskamp · Molly Bruggeman                                                                                            | Chile · Melita Abraham · Antonia Abraham | Kanada · Rosie DeBoef · Kristin Bauder |           |
| Jedynka wagi lekkiej              | Mary Jones | Fabiana Beltrame | Lucia Palermo |           |
| Dwójka podwójna wagi lekkiej      | Kanada · Liz Fenje · Katherine Sauks | Kuba · Yislena Hernandez · Licet Hernandez | Stany Zjednoczone · Sara Giancola · Victoria Burke |           |